# Droits LGBT à la Grenade
L'homosexualité masculine est illégale à la Grenade. En vertu du "Grenada Criminal Code, CAP. 76, 1958 Revised Edition, Section 435", le délit de «crime contre nature», commis par le biais de rapports sexuels par voie anale, c'est-à-dire la sodomie. Une telle infraction est passible d'un emprisonnement de dix ans. En s'appuyant sur la loi ; l'objet de pénétration est l'organe sexuel masculin. L'infraction ne peut pas cependant être commis par deux personnes de sexe féminin. En outre il n'existe aucune clause explicite sur l'égalité ou la protection de la vie privée dans la Constitution la Grenade de 1973.

## Source
- (en) Cet article est partiellement ou en totalité issu de l’article de Wikipédia en anglais intitulé « LGBT rights in Grenada » (voir la liste des auteurs).